# Leucocalantha
Leucocalantha Barb.Rodr.,  es un género monotípico de plantas de la familia Bignoniaceae que tiene una especie de árboles. Su única especie: Leucocalantha aromatica es originaria de Brasil.

## Taxonomía
Leucocalantha aromatica fue descrito por João Barbosa Rodrigues  y publicado en Vellosia (ed. 2) 1: 47, p. 7. 1891.